# トロフェ・UNFP・デュ・フットボール
トロフェ・UNFP・デュ・フットボール（Trophées UNFP du football）は全国プロサッカー選手連合 (National Union of Professional Football Players, UNFP) によるリーグ・アンおよびリーグ・ドゥの選手、監督、審判員らを対象とした年間賞である。
1988年にオスカール・デュ・フットボール (Oscars du football) の名称で設立されたが、アカデミー賞主催者からの抗議を受けて2004年に改名された。1994年からはCanal+で生放送されている。

## リーグ・アン

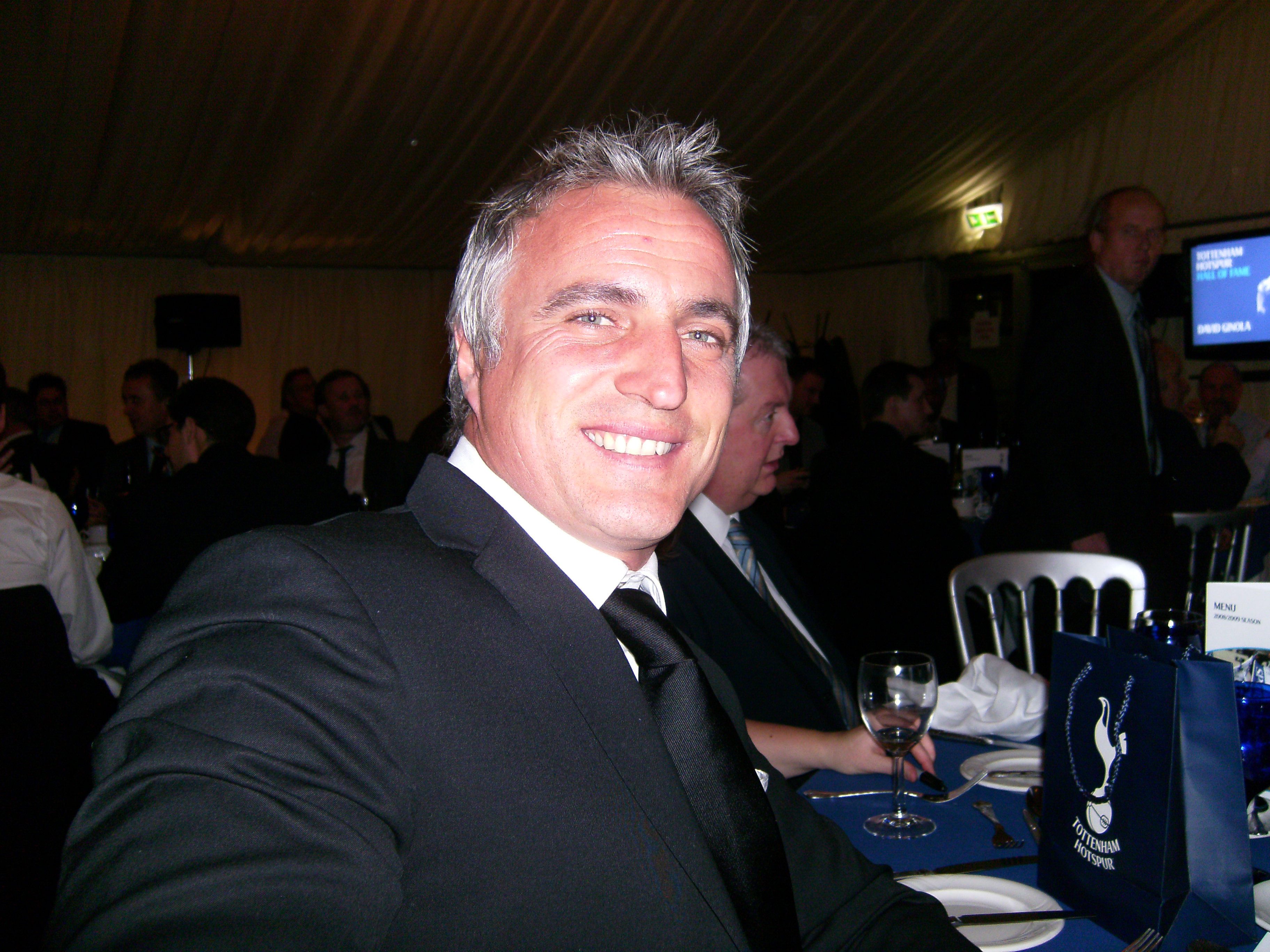
ダヴィド・ジノラは年間最優秀選手賞の最初の受賞者だった。

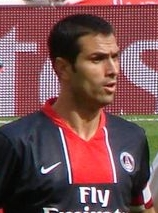
パウレタは年間最優秀選手に2度輝いた初の選手である。

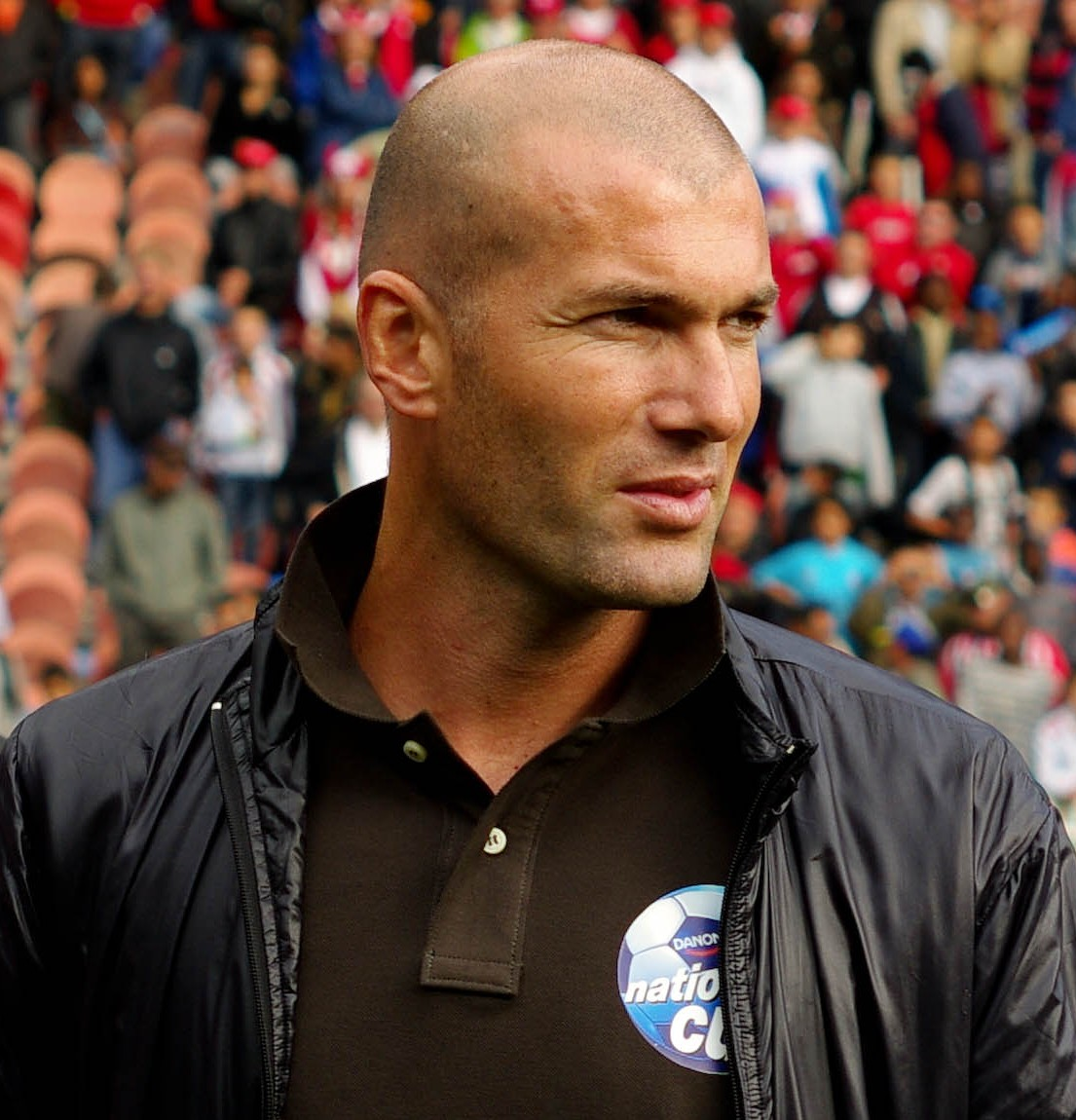
ジネディーヌ・ジダンは1994年に最優秀若手選手に輝き、その2年後に年間最優秀選手に選ばれた。

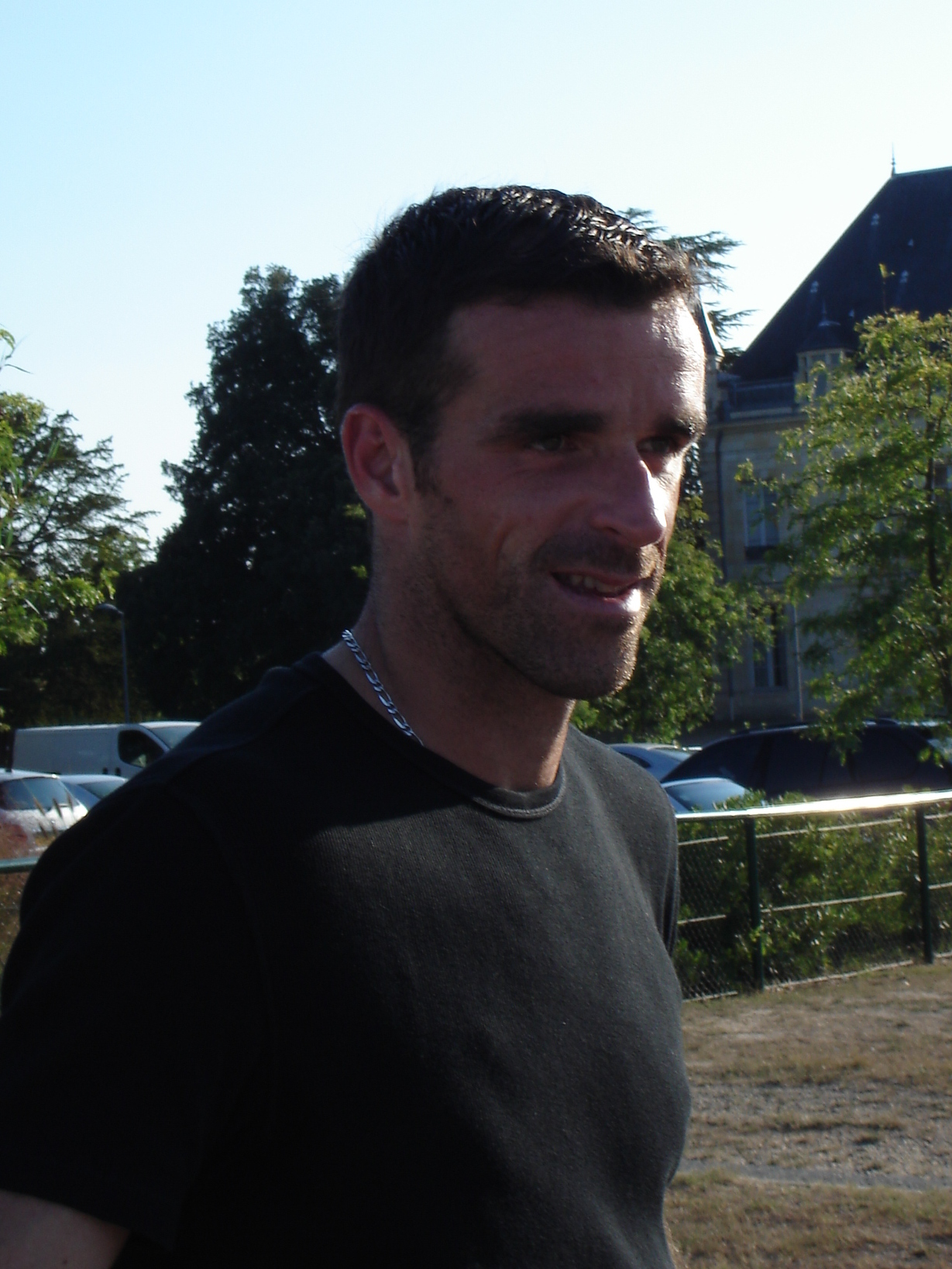
ユルリク・ラメは最優秀ゴールキーパー賞が設けられた2002年の初代受賞者だった。

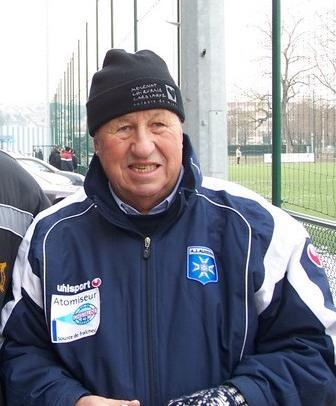
ギー・ルーは1996年にオセールを初のダブルへと導き、最優秀監督に輝いた。

名前の後ろにある括弧内の数字は受賞回数。
| 年   |          | 選手                           | クラブ               |
| ---- | -------- | ------------------------------ | -------------------- |
| 1994 | FRA      | ダヴィド・ジノラ               | パリ・サンジェルマン |
| 1995 | FRA      | ヴァンサン・ゲラン             | パリ・サンジェルマン |
| 1996 | FRA      | ジネディーヌ・ジダン           | ボルドー             |
| 1997 | BRA      | ソニー・アンデルソン           | モナコ               |
| 1998 | ITA      | マルコ・シモーネ               | パリ・サンジェルマン |
| 1999 | ALG      | アリ・ベナルビア               | ボルドー             |
| 2000 | ARG      | マルセロ・ガジャルド           | モナコ               |
| 2001 | FRA      | エリック・キャリエール         | ナント               |
| 2002 | POR      | ペドロ・パウレタ               | ボルドー             |
| 2003 | POR      | ペドロ・パウレタ               | ボルドー             |
| 2004 | CIV      | ディディエ・ドログバ           | マルセイユ           |
| 2005 | GHA      | マイケル・エッシェン           | リヨン               |
| 2006 | BRA      | ジュニーニョ・ペルナンブカーノ | リヨン               |
| 2007 | FRA      | フローラン・マルダ             | リヨン               |
| 2008 | FRA      | カリム・ベンゼマ               | リヨン               |
| 2009 | FRA      | ヨアン・グルキュフ             | ボルドー             |
| 2010 | ARG      | リサンドロ・ロペス             | リヨン               |
| 2011 | BEL      | エデン・アザール               | リール               |
| 2012 | BEL      | エデン・アザール               | リール               |
| 2013 | SWE      | ズラタン・イブラヒモビッチ     | パリ・サンジェルマン |
| 2014 | SWE      | ズラタン・イブラヒモビッチ     | パリ・サンジェルマン |
| 2015 | FRA      | アレクサンドル・ラカゼット     | リヨン               |
| 2016 | SWE      | ズラタン・イブラヒモビッチ     | パリ・サンジェルマン |
| 2017 | URU      | エディンソン・カバーニ         | パリ・サンジェルマン |
| 2018 | BRA      | ネイマール                     | パリ・サンジェルマン |
| 2019 | FRA      | キリアン・エムバペ             | パリ・サンジェルマン |
| 2020 | 表彰なし | 表彰なし                       | 表彰なし             |
| 2021 | FRA      | キリアン・エムバペ             | パリ・サンジェルマン |
| 2022 | FRA      | キリアン・エムバペ             | パリ・サンジェルマン |

| 年   |          | 選手                         | クラブ               |
| ---- | -------- | ---------------------------- | -------------------- |
| 1994 | FRA      | ジネディーヌ・ジダン         | ボルドー             |
| 1995 | FRA      | フロリアン・モーリス         | リヨン               |
| 1996 | FRA      | ロベール・ピレス             | メス                 |
| 1997 | FRA      | ティエリ・アンリ             | モナコ               |
| 1998 | FRA      | ダヴィド・トレゼゲ           | モナコ               |
| 1999 | FRA      | オリヴィエ・モンテルビオ     | ナント               |
| 2000 | FRA      | フィリップ・クリスタンヴァル | モナコ               |
| 2001 | FRA      | シドニー・ゴヴ               | リヨン               |
| 2002 | FRA      | ジブリル・シセ               | オセール             |
| 2003 | FRA      | リオネル・マティス           | オセール             |
| 2004 | FRA      | パトリス・エヴラ             | モナコ               |
| 2005 | FRA      | ジェレミー・トゥララン       | ナント               |
| 2006 | FRA      | フランク・リベリー           | マルセイユ           |
| 2007 | FRA      | サミル・ナスリ               | マルセイユ           |
| 2008 | FRA      | ハテム・ベン・アルファ       | リヨン               |
| 2009 | BEL      | エデン・アザール             | リール               |
| 2010 | BEL      | エデン・アザール             | リール               |
| 2011 | FRA      | ママドゥ・サコー             | パリ・サンジェルマン |
| 2012 | MAR      | ユネス・ベランダ             | モンペリエ           |
| 2013 | FRA      | フロリアン・トヴァン         | バスティア           |
| 2014 | ITA      | マルコ・ヴェラッティ         | パリ・サンジェルマン |
| 2015 | FRA      | ナビル・フェキル             | リヨン               |
| 2016 | FRA      | ウスマン・デンベレ           | レンヌ               |
| 2017 | FRA      | キリアン・エムバペ           | モナコ               |
| 2018 | FRA      | キリアン・エムバペ           | パリ・サンジェルマン |
| 2019 | FRA      | キリアン・エムバペ           | パリ・サンジェルマン |
| 2020 | 表彰なし | 表彰なし                     | 表彰なし             |
| 2021 | FRA      | オーレリアン・チュアメニ     | モナコ               |
| 2022 | FRA      | ウィリアン・サリバ           | マルセイユ           |

| 年   |          | 選手                       | クラブ               |
| ---- | -------- | -------------------------- | -------------------- |
| 2002 | FRA      | ユルリク・ラメ             | ボルドー             |
| 2003 | FRA      | グレゴリー・クーペ         | リヨン               |
| 2004 | FRA      | グレゴリー・クーペ         | リヨン               |
| 2005 | FRA      | グレゴリー・クーペ         | リヨン               |
| 2006 | FRA      | グレゴリー・クーペ         | リヨン               |
| 2007 | FRA      | テディ・リシェール         | ソショー             |
| 2008 | FRA      | スティーヴ・マンダンダ     | マルセイユ           |
| 2009 | FRA      | ウーゴ・ロリス             | リヨン               |
| 2010 | FRA      | ウーゴ・ロリス             | リヨン               |
| 2011 | FRA      | スティーヴ・マンダンダ     | マルセイユ           |
| 2012 | FRA      | ウーゴ・ロリス             | リヨン               |
| 2013 | FRA      | サルヴァトーレ・シリグ     | パリ・サンジェルマン |
| 2014 | FRA      | サルヴァトーレ・シリグ     | パリ・サンジェルマン |
| 2015 | FRA      | スティーヴ・マンダンダ     | マルセイユ           |
| 2016 | FRA      | スティーヴ・マンダンダ     | マルセイユ           |
| 2017 | CRO      | ダニエル・スバシッチ       | モナコ               |
| 2018 | FRA      | スティーヴ・マンダンダ     | マルセイユ           |
| 2019 | FRA      | マイク・メニャン           | リール               |
| 2020 | 表彰なし | 表彰なし                   | 表彰なし             |
| 2021 | CRC      | ケイロル・ナバス           | パリ・サンジェルマン |
| 2022 | ITA      | ジャンルイジ・ドンナルンマ | パリ・サンジェルマン |

| 年   |          | 監督                     | クラブ               |
| ---- | -------- | ------------------------ | -------------------- |
| 1994 | FRA      | ルイス・フェルナンデス   | カンヌ               |
| 1995 | FRA      | フランシス・スメレキ     | ギャンガン           |
| 1996 | FRA      | ギー・ルー               | オセール             |
| 1997 | FRA      | ジャン・ティガナ         | モナコ               |
| 1998 | FRA      | ダニエル・ルクレール     | ランス               |
| 1999 | FRA      | エリ・ボー               | ボルドー             |
| 2000 | FRA      | クロード・ピュエル       | モナコ               |
| 2001 | FRA      | レイノー・ドヌエ         | ナント               |
| 2002 | FRA      | ジョエル・ミュレ         | ランス               |
| 2003 | FRA      | ギー・ラコンブ           | ソショー             |
| 2004 | FRA      | ディディエ・デシャン     | モナコ               |
| 2005 | FRA      | ポール・ル・グエン       | リヨン               |
| 2006 | FRA      | クロード・ピュエル       | リール               |
| 2007 | FRA      | ジェラール・ウリエ       | リヨン               |
| 2008 | FRA      | ローラン・ブラン         | ボルドー             |
| 2009 | BEL      | エリック・ゲレツ         | マルセイユ           |
| 2010 | FRA      | ジャン・フェルナンデス   | オセール             |
| 2011 | FRA      | リュディ・ガルシア       | リール               |
| 2012 | FRA      | ルネ・ジラール           | モンペリエ           |
| 2013 | ITA      | カルロ・アンチェロッティ | パリ・サンジェルマン |
| 2013 | FRA      | クリストフ・ガルティエ   | サンテティエンヌ     |
| 2014 | FRA      | ルネ・ジラール           | リール               |
| 2015 | FRA      | ローラン・ブラン         | パリ・サンジェルマン |
| 2016 | FRA      | ローラン・ブラン         | パリ・サンジェルマン |
| 2017 | POR      | レオナルド・ジャルディム | モナコ               |
| 2018 | ESP      | ウナイ・エメリ           | パリ・サンジェルマン |
| 2019 | FRA      | クリストフ・ガルティエ   | リール               |
| 2020 | 表彰なし | 表彰なし                 | 表彰なし             |
| 2021 | FRA      | クリストフ・ガルティエ   | リール               |
| 2022 | FRA      | ブルーノ・ジェネジオ     | レンヌ               |

| 年   |            | 選手                       | クラブ               |                                            |
| ---- | ---------- | -------------------------- | -------------------- | ------------------------------------------ |
| 2002 | FRA        | アントワーヌ・シビエルスキ | ランス               | 2001年12月18日 ナント戦 (3-0)              |
| 2003 | BRA        | ロナウジーニョ             | パリ・サンジェルマン | 2003年2月22日 ギャンガン戦 (3-2)           |
| 2004 | CIV        | ディディエ・ドログバ       | マルセイユ           | 2004年2月4日 モンペリエ戦 (1-0)            |
| 2005 | FRA        | ローラン・バトル           | マルセイユ           | 2005年1月29日 トゥールーズ戦 (3-1)         |
| 2006 | FRA        | フランク・リベリー         | マルセイユ           | 2005年11月19日 ナント戦 (2-1)              |
| 2007 | BRA        | イラン                     | サンテティエンヌ     | 2007年2月24日 パリ・サンジェルマン戦 (2-0) |
| 2008 | FRA        | マチュー・ヴァルブエナ     | マルセイユ           | 2008年1月26日 カーン戦 (6-1)               |
| 2009 | FRA        | ヨアン・グルキュフ         | ボルドー             | 2009年1月11日 パリ・サンジェルマン戦 (4-0) |
| 2010 | SEN        | ママドゥ・ニアン           | マルセイユ           | 2009年9月19日 モンペリエ戦 (4-2)           |
| 2011 | 授与されず | 授与されず                 | 授与されず           | 授与されず                                 |
| 2012 | MAR        | ユネス・ベランダ           | モンペリエ           | 2012年4月11日 マルセイユ戦 (1-3)           |
| 2013 | TUN        | サベル・ヘリファ           | エヴィアンTG         | 2013年5月12日 ニース戦 (4-0)               |
| 2014 | SWE        | ズラタン・イブラヒモビッチ | パリ・サンジェルマン | 2013年10月19日 バスティア戦 (4-0)          |
| 2015 | FRA        | ジュリアン・パルミエリ     | バスティア           | 2015年1月10日 パリ・サンジェルマン戦 (4-2) |
| 2016 | FRA        | ピエリック・カペル         | アンジェ             | 2016年2月27日 ギャンガン戦 (2-2)           |
| 2017 | NED        | メンフィス・デパイ         | リヨン               | 2017年3月12日 トゥールーズ戦 (4-0)         |
| 2018 | BRA        | マウコム                   | ボルドー             | 2017年12月1日 ディジョン戦 (2-3)           |
| 2019 | FRA        | ロイク・レミー             | リール               | 2019年5月12日 ボルドー戦 (1-0)             |
| 2020 | 表彰なし   | 表彰なし                   | 表彰なし             | 表彰なし                                   |
| 2021 | TUR        | ブラク・ユルマズ           | リール               | 2021年5月7日 ランス戦 (3-0)                |
| 2022 | SEN        | バンバ・ディエン           | マルセイユ           | 2021年12月12日 ストラスブール戦 (1-0)      |

他の賞とは異なり、年間最優秀ゴールは一般の人々によって選ばれる。
| 年   | 選手                       | クラブ                   |
| ---- | -------------------------- | ------------------------ |
| 2016 | アントワーヌ・グリーズマン | アトレティコ・マドリード |
| 2017 | エンゴロ・カンテ           | チェルシー               |
| 2018 | エンゴロ・カンテ           | チェルシー               |
| 2019 | カリム・ベンゼマ           | レアル・マドリード       |
| 2020 | 表彰なし                   | 表彰なし                 |
| 2021 | カリム・ベンゼマ           | レアル・マドリード       |
| 2022 | カリム・ベンゼマ           | レアル・マドリード       |

| 年   | ゴールキーパー                                      | ディフェンダー | ミッドフィールダー | フォワード |
| ---- | --------------------------------------------------- | --- | --- | --- |
| 2003 | グレゴリー・クーペ （リヨン）                       | ジョアン・ラデ （オセール） ダニエル・ヴァン・ブイテン （マルセイユ） フィリップ・メクセス （オセール） マヌエル・ドス・サントス （マルセイユ）                                     | ブノワ・ペドレッティ （ソショー） マイケル・エッシェン （バスティア） リュドヴィク・ジュリ （モナコ） ジェローム・ロタン （モナコ）                                     | シャバニ・ノンダ （モナコ） ペドロ・パウレタ （ボルドー）                                                                                 |
| 2004 | グレゴリー・クーペ (2) （リヨン）                   | ベルナール・メンディ （パリ・サンジェルマン） マリオ・ジェペス （ナント） セバスティアン・スキラシ （モナコ） パトリス・エヴラ （モナコ）                                           | ブノワ・ペドレッティ (2) （ソショー） ルーカス・ベルナルディ （モナコ） リュドヴィク・ジュリ (2) （モナコ） ジュニーニョ・ペルナンブカーノ （リヨン）                   | ディディエ・ドログバ （マルセイユ） フェルナンド・モリエンテス （モナコ）                                                                 |
| 2005 | グレゴリー・クーペ (3) （リヨン）                   | ハビブ・ベイェ （マルセイユ） クリス （リヨン） ガエル・ジヴェ （モナコ） エリック・アビダル （リヨン）                                                                             | ボナヴェンチュール・カルー （オセール） ジュニーニョ・ペルナンブカーノ (2) （リヨン） マイケル・エッシェン (2) （リヨン） フローラン・マルダ （リヨン）                 | シルヴァン・ヴィルトール （リヨン） アレクサンダー・フライ （レンヌ）                                                                     |
| 2006 | グレゴリー・クーペ (4) （リヨン）                   | ダヴィド・ジェマリ （ボルドー） クリス (2) （リヨン） マリオ・ジェペス (2) （パリ・サンジェルマン） エリック・アビダル (2) （リヨン）                                               | マハマドゥ・ディアラ （リヨン） ジュニーニョ・ペルナンブカーノ (3) （リヨン） フランク・リベリー （マルセイユ） フローラン・マルダ (2) （リヨン）                       | シルヴァン・ヴィルトール (2) （リヨン） ペドロ・パウレタ (2) （パリ・サンジェルマン）                                                     |
| 2007 | テディ・リシェール （ソショー）                     | バカリ・サニャ （オセール） クリス (3) （リヨン） イウトン （ランス） エリック・アビダル (3) （リヨン）                                                                             | アブドゥル・カデル・ケイタ （リール） サミル・ナスリ （マルセイユ） セイドゥ・ケイタ （ランス） フローラン・マルダ (3) （リヨン）                                       | スティーヴ・サヴィダン （ヴァランシエンヌ） ヨハン・エルマンデル （トゥールーズ）                                                         |
| 2008 | スティーヴ・マンダンダ （マルセイユ）               | ローラン・ボナール （マルセイユ） セバスティアン・ピュイグルニエ （ナンシー） イウトン (2) （ランス） タイエ・タイウォ （マルセイユ）                                               | ジェレミー・トゥララン （リヨン） ブノワ・シェイル （マルセイユ） マテュー・ヴァルブエナ （マルセイユ） ヴェンデウ （ボルドー）                                         | ママドゥ・ニアン （マルセイユ） カリム・ベンゼマ （リヨン）                                                                               |
| 2009 | ウーゴ・ロリス （リヨン）                           | ロッド・ファンニ （レンヌ） スレイマン・ディアワラ （ボルドー） イウトン (3) （マルセイユ） タイエ・タイウォ (2) （マルセイユ）                                                     | ステファン・セセニョン （パリ・サンジェルマン） ブノワ・シェイル (2) （マルセイユ） ヨアン・グルキュフ （ボルドー） ミシェウ・バストス （リール）                       | ギヨーム・オアロ （パリ・サンジェルマン） アンドレ＝ピエール・ジニャック （トゥールーズ）                                                 |
| 2010 | ウーゴ・ロリス (2) （リヨン）                       | ロッド・ファンニ (2) （レンヌ） スレイマン・ディアワラ (2) （マルセイユ） ミカエル・シアニ （ボルドー） ブノワ・トレムリナス （ボルドー）                                           | ブノワ・シェイル (3) （マルセイユ） ヨアン・グルキュフ (2) （ボルドー） エデン・アザール （リール）                                                                     | リサンドロ・ロペス （リヨン） マルアーヌ・シャマフ （ボルドー） ママドゥ・ニアン (2) （マルセイユ）                                       |
| 2011 | スティーヴ・マンダンダ (2) （マルセイユ）           | アントニー・レヴェイエール （リヨン） アディル・ラミ （リール） ママドゥ・サコー （パリ・サンジェルマン） タイエ・タイウォ (3) （マルセイユ）                                       | ジェルヴィーニョ （リール） ヤン・エムヴィラ （レンヌ） エデン・アザール (2) （リール） ネネ （パリ・サンジェルマン）                                                   | ケヴィン・ガメイロ （ロリアン） ムサ・ソウ （リール）                                                                                     |
| 2012 | ウーゴ・ロリス (3) （リヨン）                       | マテュー・ドゥビュシー （リール） ニコラ・ヌクル （マルセイユ） イウトン (4) （モンペリエ） アンリ・ベディモ （モンペリエ）                                                         | エティエンヌ・カプエ （トゥールーズ） リオ・マヴュバ （リール） エデン・アザール (3) （リール） ユネス・ベランダ （モンペリエ）                                         | オリヴィエ・ジルー （モンペリエ） ネネ (2) （パリ・サンジェルマン）                                                                       |
| 2013 | サルヴァトーレ・シリグ （パリ・サンジェルマン）     | クリストフ・ジャレ （パリ・サンジェルマン） チアゴ・シウバ （パリ・サンジェルマン） ニコラ・ヌクル (2) （マルセイユ） マクスウェル （パリ・サンジェルマン）                         | マテュー・ヴァルブエナ (2) （マルセイユ） ブレーズ・マテュイディ （パリ・サンジェルマン） マルコ・ヴェッラッティ （パリ・サンジェルマン） ディミトリ・ペイェ （リール） | ピエール＝エメリク・オーバメヤン （サンテティエンヌ） ズラタン・イブラヒモビッチ （パリ・サンジェルマン）                                 |
| 2014 | サルヴァトーレ・シリグ (2) （パリ・サンジェルマン） | セルジュ・オーリエ （トゥールーズ） チアゴ・シウバ (2) （パリ・サンジェルマン） ロイク・ペラン （サンテティエンヌ） レイヴァン・クルザワ （モナコ）                                 | アレクサンドル・ラカゼット （リヨン） マルコ・ヴェッラッティ (2) （パリ・サンジェルマン） ティアゴ・モッタ （パリ・サンジェルマン） ハメス・ロドリゲス （モナコ）       | エディンソン・カバーニ （パリ・サンジェルマン） ズラタン・イブラヒモビッチ (2) （パリ・サンジェルマン）                                   |
| 2015 | スティーヴ・マンダンダ (3) （マルセイユ）           | クリストフ・ジャレ (2) （リヨン） チアゴ・シウバ (3) （パリ・サンジェルマン） ダヴィド・ルイス （パリ・サンジェルマン） マクスウェル (2) （パリ・サンジェルマン）                   | マルコ・ヴェッラッティ (3) （パリ・サンジェルマン） ハビエル・パストーレ （パリ・サンジェルマン） ディミトリ・ペイェ (2) （マルセイユ）                                 | ナビル・フェキル （リヨン） ズラタン・イブラヒモビッチ (3) （パリ・サンジェルマン） アレクサンドル・ラカゼット (2) （リヨン）             |
| 2016 | スティーヴ・マンダンダ (4) （マルセイユ）           | セルジュ・オーリエ (2) （パリ・サンジェルマン） チアゴ・シウバ (4) （パリ・サンジェルマン） ダヴィド・ルイス (2) （パリ・サンジェルマン） マクスウェル (3) （パリ・サンジェルマン） | ラッサナ・ディアッラ （マルセイユ） マルコ・ヴェッラッティ (4) （パリ・サンジェルマン） ブレーズ・マテュイディ (2) （パリ・サンジェルマン）                             | ハテム・ベン・アルファ （ニース） ズラタン・イブラヒモビッチ (4) （パリ・サンジェルマン） アンヘル・ディ・マリア （パリ・サンジェルマン） |
| 2017 | ダニエル・スバシッチ （モナコ）                     | ジブリル・シディベ （モナコ） チアゴ・シウバ (5) （パリ・サンジェルマン） カミル・グリク （モナコ） バンジャマン・メンディ （モナコ）                                               | マルコ・ヴェッラッティ (5) （パリ・サンジェルマン） ベルナルド・シウバ （モナコ） ジャン・セリ （ニース）                                                               | アレクサンドル・ラカゼット (3) （リヨン） エディンソン・カバーニ (2) （パリ・サンジェルマン） キリアン・エムバペ （モナコ）               |
| 2018 | スティーヴ・マンダンダ (5) （マルセイユ）           | フェルランド・メンディ （リヨン） チアゴ・シウバ (6) （パリ・サンジェルマン） マルキーニョス （パリ・サンジェルマン） ダニ・アウヴェス （パリ・サンジェルマン）                     | マルコ・ヴェッラッティ (6) （パリ・サンジェルマン） ナビル・フェキル (2) （リヨン） ルイス・グスタヴォ （マルセイユ）                                                   | ネイマール （パリ・サンジェルマン） エディンソン・カバーニ (3) （パリ・サンジェルマン） キリアン・エムバペ (2) （パリ・サンジェルマン）   |
| 2019 | マイク・メニャン （リール）                         | フェルランド・メンディ (2) （リヨン） チアゴ・シウバ (7) （パリ・サンジェルマン） マルキーニョス (2) （パリ・サンジェルマン） ケニー・ララ （ストラスブール）                       | マルコ・ヴェッラッティ (7) （パリ・サンジェルマン） タンギ・エンドンベレ （リヨン） アンヘル・ディ・マリア (2) （パリ・サンジェルマン）                                 | ネイマール (2) （パリ・サンジェルマン） ニコラ・ペペ （リール） キリアン・エムバペ (3) （パリ・サンジェルマン）                           |
| 2020 | 表彰なし                                            | 表彰なし | 表彰なし | 表彰なし |
| 2021 | ケイロル・ナバス （パリ・サンジェルマン）           | ジョナタン・クラウス （ランス） マルキーニョス (3) （パリ・サンジェルマン） プレスネル・キンペンベ （パリ・サンジェルマン） ヘイニウド・マンダーヴァ （リール）                     | オーレリアン・チュアメニ （モナコ） ルーカス・パケタ （リヨン） バンジャマン・アンドレ                                                                                  | メンフィス・デパイ （リヨン） ネイマール (3) （パリ・サンジェルマン） キリアン・エムバペ (4) （パリ・サンジェルマン）                     |
| 2022 | ジャンルイジ・ドンナルンマ （パリ・サンジェルマン） | ジョナタン・クラウス(2) （ランス） マルキーニョス (4) （パリ・サンジェルマン） ウィリアン・サリバ （マルセイユ） ヌーノ・メンデス （パリ・サンジェルマン）                          | ディミトリ・ペイェ (3) （マルセイユ） オーレリアン・チュアメニ (2) （モナコ） セコ・フォファナ （ランス）                                                               | マルタン・テリエ （レンヌ） ウィサム・ベン・イェデル （モナコ） キリアン・エムバペ (5) （パリ・サンジェルマン）                           |

## リーグ・ドゥ

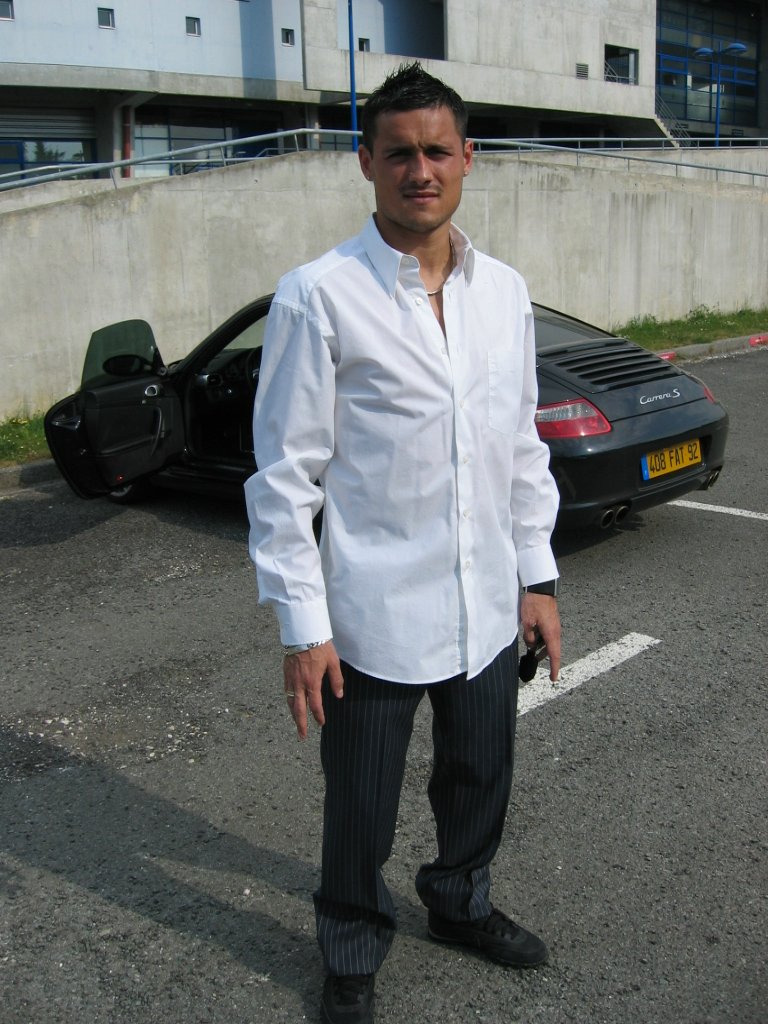
アルジェリア代表選手カリム・ジアニは2006年のリーグ・ドゥ年間最優秀選手賞を獲得した。

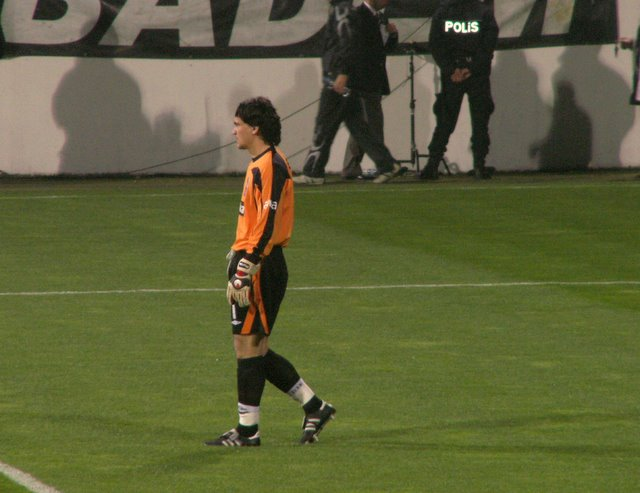
ヴェドラン・ルニエはリーグ・ドゥ年間最優秀ゴールキーパーに輝いた最初の非フランス人選手だった。

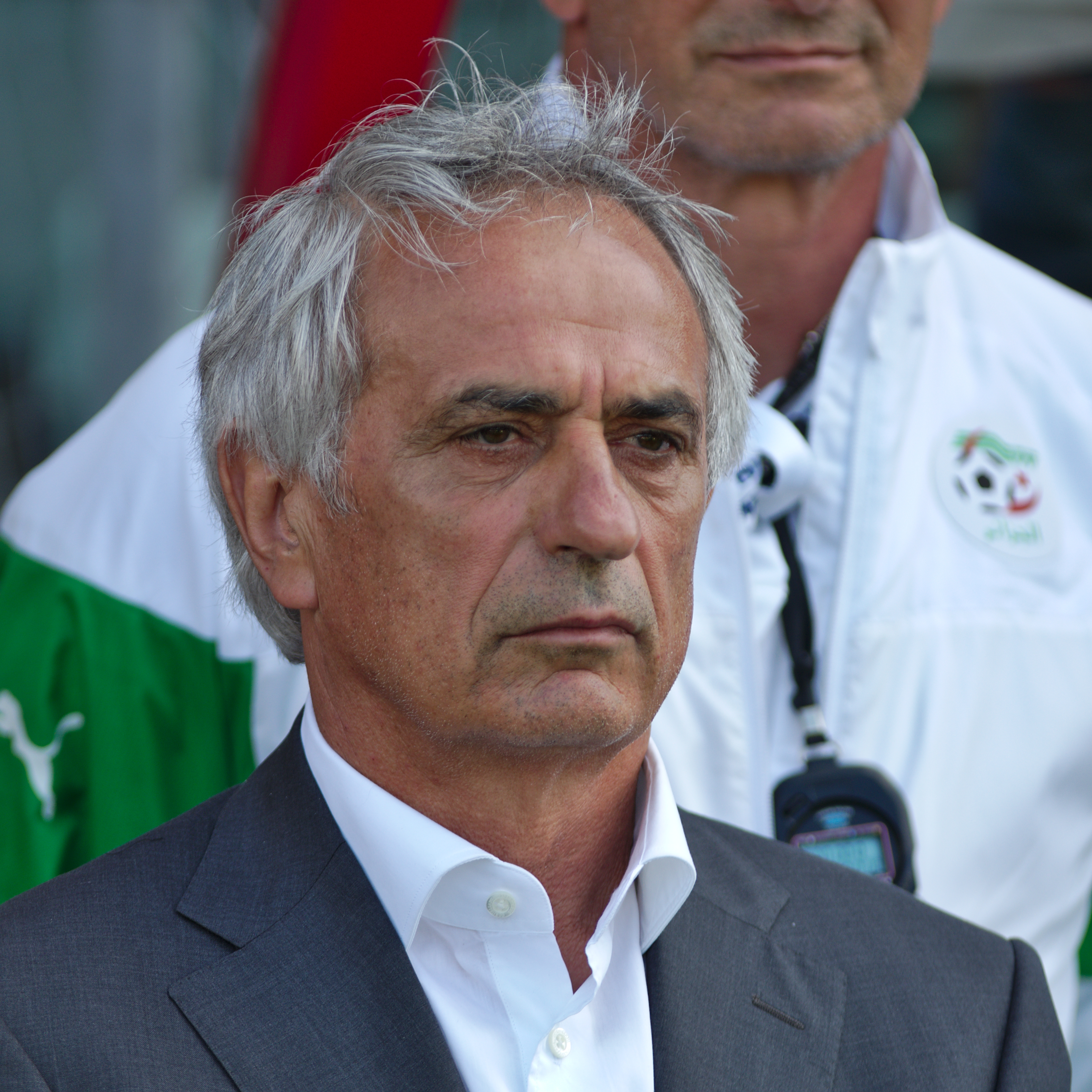
ヴァイッド・ハリルホジッチは2000年にこの賞が新設されて最初の受賞者だった

| 年   |     | 選手                             | クラブ           |
| ---- | --- | -------------------------------- | ---------------- |
| 1994 | FRA | ジョスラン・グルヴネク           | レンヌ           |
| 1995 | FRA | トニー・ヴェレル                 | ナンシー         |
| 1996 | FRA | マルセル・ディブ                 | マルセイユ       |
| 1997 | FRA | ティエリ・モロー                 | トゥールーズ     |
| 1998 | FRA | ステファヌ・ペドロン             | ロリアン         |
| 1999 | ALG | カデル・フェルハウイ             | サンテティエンヌ |
| 2000 | ARG | ミカエル・パジ                   | ニーム           |
| 2001 | BRA | サントス                         | ソショー         |
| 2002 | FRA | アラン・カヴェリア               | ル・アーヴル     |
| 2003 | FRA | セドリック・フォーレ             | トゥールーズ     |
| 2004 | FRA | グザヴィエ・グラヴレーヌ         | イストル         |
| 2005 | CIV | バカリ・コネ                     | ロリアン         |
| 2006 | ALG | カリム・ジアニ                   | ロリアン         |
| 2007 | FRA | ヨアン・グフラン                 | カーン           |
| 2008 | FRA | ギヨーム・オアロ                 | ル・アーヴル     |
| 2009 | CMR | ポール・アロオ                   | アンジェ         |
| 2010 | FRA | オリヴィエ・ジルー               | トゥール         |
| 2011 | URU | セバスティアン・リバス           | ディジョン       |
| 2012 | FRA | ジェローム・ロタン               | バスティア       |
| 2013 | FRA | ジャネリ・インビュラ             | ギャンガン       |
| 2014 | FRA | ディアフラ・サコ                 | メス             |
| 2015 | FRA | ジョナタン・コジア               | アンジェ         |
| 2016 | FRA | ファマラ・ディエディウ           | クレルモン       |
| 2017 | TRI | ジョン・ボストック               | ランス           |
| 2018 | BRA | ディエゴ・リゴナート・ロドリゲス | ランス           |
| 2019 | FRA | ガエタン・シャルボニエ           | ブレスト         |

| 年   |     | 選手                         | クラブ           |
| ---- | --- | ---------------------------- | ---------------- |
| 2002 | FRA | ステファヌ・トレヴィザン     | アジャクシオ     |
| 2003 | FRA | クリストフ・ルヴォー         | トゥールーズ     |
| 2004 | FRA | ジェレミー・ジャノ           | サンテティエンヌ |
| 2005 | FRA | ジェンナーロ・ブラシリアーノ | ナンシー         |
| 2006 | FRA | ファビアン・オダール         | ロリアン         |
| 2007 | FRA | ステファヌ・カッサール       | ストラスブール   |
| 2008 | FRA | クリストフ・ルヴォー         | ル・アーヴル     |
| 2009 | CRO | ヴェドラン・ルニエ           | ランス           |
| 2010 | FRA | スティーヴ・エラナ           | ブレスト         |
| 2011 | FRA | ブノワ・コスティル           | スダン           |
| 2012 | FRA | マセド・ノヴァエス           | バスティア       |
| 2013 | FRA | ザシャリー・ブシェ           | ル・アーヴル     |
| 2014 | FRA | アルフォンス・アレオラ       | ランス           |
| 2015 | FRA | デニス・ペトリッチ           | トロワ           |
| 2016 | FRA | バティスト・レネ             | ディジョン       |
| 2017 | FRA | ニコラ・ドゥシェ             | ランス           |
| 2018 | FRA | ポール・ベルナルドーニ       | クレルモン       |
| 2019 | FRA | ヴィンセント・デマルコネイ   | パリFC           |

| 年   |     | 監督                       | クラブ           |
| ---- | --- | -------------------------- | ---------------- |
| 2000 | FRA | ヴァヒド・ハリルホジッチ   | リール           |
| 2001 | FRA | ジャン・フェルナンデス     | ソショー         |
| 2002 | FRA | ジャッキー・ボヌヴェ       | ボーヴェ         |
| 2003 | FRA | エリク・モンバエルツ       | トゥールーズ     |
| 2004 | BIH | メフメド・バジダレヴィッチ | イストル         |
| 2005 | FRA | ジャン＝マルク・フルラン   | トロワ           |
| 2006 | FRA | アントワーヌ・コンブアレ   | ヴァランシエンヌ |
| 2007 | FRA | フランシス・デ・タデオ     | メス             |
| 2008 | FRA | ジャン＝マルク・ノビロ     | ル・アーヴル     |
| 2009 | FRA | フィリップ・モンタニエ     | ブローニュ       |
| 2010 | FRA | アレックス・デュポン       | ブレスト         |
| 2011 | FRA | ベルナール・カゾーニ       | エヴィアン       |
| 2012 | FRA | フレデリック・アンツ       | バスティア       |
| 2013 | FRA | ジョスリン・グヴェベネック | ギャンガン       |
| 2014 | FRA | アルベール・カルティエ     | メス             |
| 2015 | FRA | ジャン＝マルク・フュルラン | トロワ           |
| 2016 | FRA | オリビエ・ダルオグリオ     | ディジョン       |
| 2017 | FRA | ベルナール・ブラカール     | ニーム           |
| 2018 | FRA | デイビッド・ギヨン         | ランス           |
| 2019 | FRA | パスカル・ガスチェン       | クレルモン       |

| 年   | ゴールキーパー                            | ディフェンダー | ミッドフィールダー | フォワード |
| ---- | ----------------------------------------- | --- | --- | --- |
| 2003 | クリストフ・ルヴォー （トゥールーズ）     | アレクサンドル・デュジュー （シャトールー） ステファヌ・リエヴル （トゥールーズ） ウィリアム・プリュニエ （トゥールーズ） フランク・シニョリーノ （メス） | アチーレ・エマナ （トゥールーズ） フィリップ・セルドラン （ル・マン） グレゴリー・プロマン （メス）                                                             | ダニエル・クザン （ル・マン） エマニュエル・アデバヨール （メス） セドリック・フォーレ （トゥールーズ）               |
| 2004 | ジェレミー・ジャノ （サンテティエンヌ）   | ジェローム・フロン （シャモア・ニオール） ブラヒム・ティアム （イストル） アジズ・ベン・アスカル （カーン） エリタ・イルンガ （サンテティエンヌ）         | ジュリアン・サブレ （サンテティエンヌ） ファブリス・アブリール （アミアン） ダヴィド・エルビュイク （サンテティエンヌ）                                         | グザヴィエ・グラヴレーヌ （イストル） ダヴィド・スアレス （アミアン） ローラン・デュフレーヌ （ナンシー）             |
| 2005 | ジェンナーロ・ブラシリアーノ （ナンシー） | フアン＝ルイス・モンテロ （トロワ） ダミアン・ペルキ （トロワ） パプ・ディアカテ （ナンシー） ナディル・ベルハジ （スダン）                               | カメル・シャフニ （シャトールー） オリヴィエ・トマス （ル・マン） バンジャマン・ニヴェ （トロワ） ガエル・ダニク （グルノーブル）                               | セバスティアン・グラクス （トロワ） バカリ・コネ （ロリアン）                                                         |
| 2006 | ファビアン・オダール （ロリアン）         | ダヴィド・デュクルティウ （スダン） エリック・シェル （ヴァランシエンヌ） シルヴァン・マルシャル （ロリアン） ナディル・ベルハジ (2) （スダン）           | ステファヌ・ノロ （スダン） パスカル・カマディニ （バスティア） ロナルド・ズバル （カーン） カリム・ジアニ （ロリアン）                                         | ジャン＝ミシェル・ルサージュ （ル・アーヴル） スティーヴ・サヴィダン （ヴァランシエンヌ）                             |
| 2007 | ステファヌ・カッサール （ストラスブール） | フランク・ベリア （メス） パプ・マリク・ディオプ （メス） アバス・バ （ディジョン） セドリク・アングバール （カーン）                                     | グレゴリー・プロマン (2) （カーン） ジュリアン・キャルディ （メス） ヨアン・グフラン （カーン）                                                                 | ジャン＝ミシェル・ルサージュ (2) （ル・アーヴル） ジュリアン・フェレ （スタッド・ランス） ババカル・グェイェ （メス） |
| 2008 | クリストフ・ルヴォー (2) （ル・アーヴル） | ジャン＝ジャック・ピエール （ナント） ジェレミ・エナン （ル・アーヴル） ニコラ・ジレ （ル・アーヴル） レミ・マレヴァル （ナント）                         | ジャメル・アイト・ベン・イディル （ル・アーヴル） ダヴィド・ドゥ・フレイタス （ナント） ガエル・ダニク (2) （トロワ） ファヒド・ベン・ハルファラー （アンジェ） | ギヨーム・オアロ （ル・アーヴル） グレゴリー・ティル （ブローニュ）                                                   |
| 2009 | ヴェドラン・ルニエ （ランス）             | ヨアン・デモン （ランス） ローラン・コシールニー （トゥール） エリック・シェル (2) （ランス） マルコ・ラモス （ランス）                                   | ボクンジ・カ （トゥール） ルノー・コアド （ストラスブール） ティノ・コスタ （モンペリエ）                                                                       | グレゴリー・ティル (2) （ブローニュ） ポール・アロオ （アンジェ） ビクトル・モンターニョ （モンペリエ）               |
| 2010 | スティーヴ・エラナ （ブレスト）           | オマール・ダフ （ブレスト） グレゴリー・レカ （カーン） ポール・ベイス （スダン） グレゴリー・タフォロー （カーン）                                       | ブリュノ・グルジ （ブレスト） バンジャマン・ニヴェ (2) （カーン） ロマン・アムマ （ラヴァル）                                                                   | ノラン・ルー （ブレスト） オリヴィエ・ジルー （トゥール） アントニー・モデスト （アンジェ）                           |
| 2011 | ブノワ・コスティル （スダン）             | セバスティアン・コルシア （ル・マン） グレゴリー・セルダン （ル・マン） バンジャマン・ジェントン （ル・アーヴル） セドリク・ファビアン （ブローニュ）     | ロマン・アレッサンドリーニ （クレルモン） オリヴィエ・ソルラン （エヴィアン） リュディ・アダド （シャトールー） バンジャマン・コルニェ （ディジョン）           | セバスティアン・リバス （ディジョン） スロアン・プリヴァ （クレルモン）                                               |
| 2012 | マセド・ノヴァエス （バスティア）         | カシム・アブダラー （スダン） アントニー・ヴェベル （ランス） ミカエル・タカルフレッド （ランス） フェティ・ハレク （バスティア）                         | サディオ・ディアロ （バスティア） ワフビ・ハズリ （バスティア） ジェローム・ロタン （バスティア） ロマン・アレッサンドリニ (2) （クレルモン）                   | ライアン・メンデス （ル・アーヴル） カメル・ギラス （ランス）                                                         |
| 2013 | ザシャリー・ブシェ （ル・アーヴル）       | ジャン・カルヴェ （カーン） アンドレア・ラッジ （モナコ） ガブリエル・シチェロ （ナント） ラファエル・ゲレイロ （カーン）                                 | ヴァレール・ジェルマン （モナコ） ジャネリ・インビュラ （ギャンガン） フィリップ・ジョルジェヴィッチ （ナント） ムニル・オバディ （モナコ）                     | クラウディウ・ケセル （アンジェ） ムスタファ・ヤタバレ （ギャンガン）                                                 |
| 2014 | アルフォンス・アレオラ （ランス）         | ロマン・メタニール （メス） シルヴァン・マルシャル (2) （メス） アラディン・ヤイア （ランス） リュドヴィク・バール （ランス）                             | ジェフ・ルイ （ナンシー） エンゴロ・カンテ （カーン） ベンジャマン・ニヴェ (3) （トロワ） ヤニス・サリビュル （クレルモン）                                     | ディアフラ・サコ （メス） アンディ・ドゥロール （トゥール）                                                           |
| 2015 | デニス・ペトリッチ （トロワ）             | ジョナタン・マルティンス・ペレイラ （トロワ） リンコン （トロワ） イスマエル・トラオレ （ブレスト） リオネル・キャロル （トロワ）                         | シェイク・エンドイェ （クレテイユ） ベンジャマン・ニヴェ (4) （トロワ） ムハマドゥ・ディアウ （シャモア・ニオール）                                             | ミカエル・ル・ビアン （ル・アーヴル） カール・トコ・エカンビ （ソショー） ジョナタン・コジア （トロワ）               |
| 2016 |                                           | | | |

## 女子ディヴィジオン・アン

フランス代表の主将ソニア・ボンパストルは2004年と2008年の年間最優秀選手に輝いた。

| 年   |            | 選手                     | クラブ                 |
| ---- | ---------- | ------------------------ | ---------------------- |
| 2001 | FRA        | アンヌ・ゼノニ           | トゥールーズ           |
| 2002 | FRA        | マリネット・ピション     | サン＝ムミー           |
| 2003 | FRA        | サンドリーヌ・スベイラン | ジュヴィジー           |
| 2004 | FRA        | ソニア・ボンパストル     | モンペリエ             |
| 2005 | FRA        | マリネット・ピション     | ジュヴィジー           |
| 2006 | FRA        | カミーユ・アビリー       | モンペリエ             |
| 2007 | FRA        | カミーユ・アビリー       | リヨン                 |
| 2008 | FRA        | ソニア・ボンパストル     | リヨン                 |
| 2009 | FRA        | ルイザ・ネシブ           | リヨン                 |
| 2010 | FRA        | ウジェニー・ル・ソンメ   | スタッド・ブリオシャン |
| 2011 | FRA        | エリーズ・ビュサグリア   | パリ・サンジェルマン   |
| 2012 | FRA        | ガエターヌ・ティネイ     | ジュヴィジー           |
| 2013 | FRA        | ロッタ・シェリン         | リヨン                 |
| 2014 | FRA        | ガエターヌ・ティネイ     | ジュヴィジー           |
| 2015 | FRA        | ウジェニー・ル・ソンメ   | リヨン                 |
| 2016 | FRA        | アメル・マイリ           | リヨン                 |
| 2017 | ドイツの旗 | ジェニファー・マロジャン | リヨン                 |
| 2018 | ドイツの旗 | ジェニファー・マロジャン | リヨン                 |
| 2019 | ドイツの旗 | ジェニファー・マロジャン | リヨン                 |

## 審判員
| 年   | 審判員                                                                 |
| ---- | ---------------------------------------------------------------------- |
| 2002 | ジユ・ヴェシエール                                                     |
| 2003 | ジユ・ヴェシエール (2)、ネリー・ヴィエノ（副審賞）                     |
| 2004 | ベルトラン・ライエク、セルジュ・ヴァラン（副審賞）                     |
| 2005 | ブリュノ・クエ、パトリック・レルミット、ヴァンサン・テクシエ           |
| 2006 | エリック・プーラ、リオネル・ダゴーヌ、ヴァンサン・テクシエ (2)         |
| 2007 | ベルトラン・ライエク (2)、ネリー・ヴィエノ (2)（特別トロフィー）       |
| 2008 | ステファヌ・ラノイ、カリーヌ・ヴィヴ・ソラナ                           |
| 2009 | アントニー・ゴーティエ、クレマン・トゥルパン                           |
| 2010 | ステファヌ・ラノイ (2)、エリック・ダンソー、ローラン・ユーゴ           |
| 2011 | クレマン・トゥルパン (2)、ニコラ・ポティエ、アントニー・ゴーティエ (2) |
| 2012 | ステファヌ・ラノイ (3)                                                 |
| 2013 | -                                                                      |
| 2014 | ルディ・ブケ                                                           |
| 2015 | ルディ・ブケ (2)                                                       |

## その他の賞
| 年   | 受賞者                                                                                  |
| ---- | --------------------------------------------------------------------------------------- |
| 2003 | アラン・ロシュ                                                                          |
| 2004 | ローラン・ブラン                                                                        |
| 2005 | マルセル・デサイー                                                                      |
| 2006 | オリンピック・リヨン                                                                    |
| 2007 | ジネディーヌ・ジダン                                                                    |
| 2008 | フランス98                                                                              |
| 2009 | リリアン・テュラム                                                                      |
| 2010 | クロード・マケレレ                                                                      |
| 2011 | ジュスト・フォンテーヌ ミシェル・イダルゴ フィリップ・ピア シルヴァン・カステンドゥーシ |
| 2012 | フランス女子代表                                                                        |
| 2013 | グレゴリー・クーペ                                                                      |
| 2014 | ミカエル・ランドロー                                                                    |
| 2015 | エリック・アビダル                                                                      |
| 2016 | ユーロ2000フランス代表                                                                  |
| 2017 | レイモン・コパ                                                                          |
| 2018 | -                                                                                       |
| 2019 | ディディエ・ドログバ                                                                    |

2006年のオリンピック・リヨンはリーグ・アンでの5連覇により名誉トロフィーを贈られ、現在まで唯一のクラブチームによる受賞となった。2008年は1998 FIFAワールドカップでフランス代表が優勝してから10周年にあたることから、彼らに名誉トロフィーが贈られた。
| 年   | 受賞者                            |
| ---- | --------------------------------- |
| 2005 | コリンヌ・ディアクル（ASJソヨー） |
| 2008 | ジュスト・フォンテーヌ            |
| 2012 | マチュー・ボドメ                  |
| 2013 | ベルナール・ディオメド            |
| 2014 | ピース・アンド・スポーツ          |

2005年のコリンヌ・ディアクルはフランス女子代表での118回（受賞時点）の試合出場により、男子代表でマルセル・デサイーが有していた116試合出場の記録を更新したことにより特別トロフィーを贈られた。2008年のジュスト・フォンテーヌは、1958 FIFAワールドカップで1大会の得点記録となっている13ゴールを挙げてからこの年が50周年にあたることから彼に特別トロフィーが贈られた。
| 年   | ゴールキーパー       | ディフェンダー                                                                    | ミッドフィールダー                                                            | フォワード                        |
| ---- | -------------------- | --------------------------------------------------------------------------------- | ----------------------------------------------------------------------------- | --------------------------------- |
| 2011 | ファビアン・バルテス | ビセンテ・リザラズ リリアン・テュラム ローラン・ブラン クリスティアン・カランブー | フランク・リベリー パトリック・ヴィエラ ロベール・ピレス ジネディーヌ・ジダン | パウレタ ジャン＝ピエール・パパン |

20年間最優秀チームは一般の人々によるインターネット投票によって選ばれた。1998年のワールドカップに優勝したフランス代表選手が8人を占めた。パウレタは外国人として唯一このチームに入った。
| 年   | 受賞者                               |
| ---- | ------------------------------------ |
| 1996 | ジャン＝リュック・エトリ（ASモナコ） |

| 年   | 受賞者                     | クラブ       |
| ---- | -------------------------- | ------------ |
| 2003 | ジャン＝ピエール・ルヴェル | ル・アーヴル |

| 年   |     | 選手                 | クラブ |
| ---- | --- | -------------------- | ------ |
| 2003 | FRA | ミカエル・ランドロー | ナント |